# 온나토오토코노 라라바이게임
온나토오토코노 라라바이게임(女と男のララバイゲーム 여자와 남자의 자장가 (럴러바이) 게임[*])는 2010년 11월 17일에 발매된 모닝구무스메의 마흔네 번째 싱글이다.

## 개요
- 초회한정반 A, B, C, 통상반으로 발매. 초회한정반 A에는 CD + DVD (White Dance Shot Ver.)이 수록되었으며, 초회한정반 B에는 CD + DVD (Close-up Ver.), 초회한정반 C에는 CD + DVD (Black Dance Shot Ver.), 통상반까지 전작에 이어 4종류이다. 또한 초회한정반 A, B, C, 통상반에는 이벤트 추첨 시리얼 넘버 카드가 봉입되었다.

- 카메이 에리, 쥰쥰, 링링이 참가하는 마지막 싱글이다.

- 원래 제목은 "남과 여" (男と女)였으나, 레코딩 후 지금의 제목으로 변경되었다.[1]

- 메인 보컬은 다카하시 아이와 다나카 레이나이다.

## 수록곡
1. 女と男のララバイゲーム (4:38)
작사, 작곡 : 층쿠 / 편곡 : 히라타 쇼이치로
2. 愛され過ぎることはないのよ (4:49)
작사, 작곡 : 층쿠 / 편곡 : 오쿠보 가오루
3. 女と男のララバイゲーム (Instrumental)

## 참여 뮤지션
※괄호는 트랙 번호
- 히라타 쇼이치로 - 프로그래밍 (1)
- 가메다 고지 - 기타 (1)
- 다카하시 아이 - 코러스 (1, 2)
- 카메이 에리 - 코러스 (1, 2)
- 오쿠보 가오루 - 키보드, 프로그래밍 (2)

## 차트
- 주간최고순위 6위 (오리콘 차트)
- 일간최고순위 3위 (오리콘 차트)
- 2010년 11월 월간순위 17위 (오리콘 차트)